# بازار قزوين
بازار قزوين هي بازار تاريخية تعود إلى عصر السلالة الصفوية، وتقع في قزوين.